# Pandiverská vysočina
Pandiverská vysočina (estonsky Pandivere kõrgustik) je krajinná oblast nacházející se v jižní části estonského kraje Lääne-Virumaa a na západě vybíhající do severovýchodní části kraje Järvamaa.
Vysočina sousedí na severozápadě s pahorkatinou Kõrvemaa, na severu s Vironskou plošinou, na východě s nížinou Alutaguse a na jihu s Türskou pahorkatinou, Středoestonskou rovinou a pahorkatinou Vooremaa.

## Morfologie a geologie

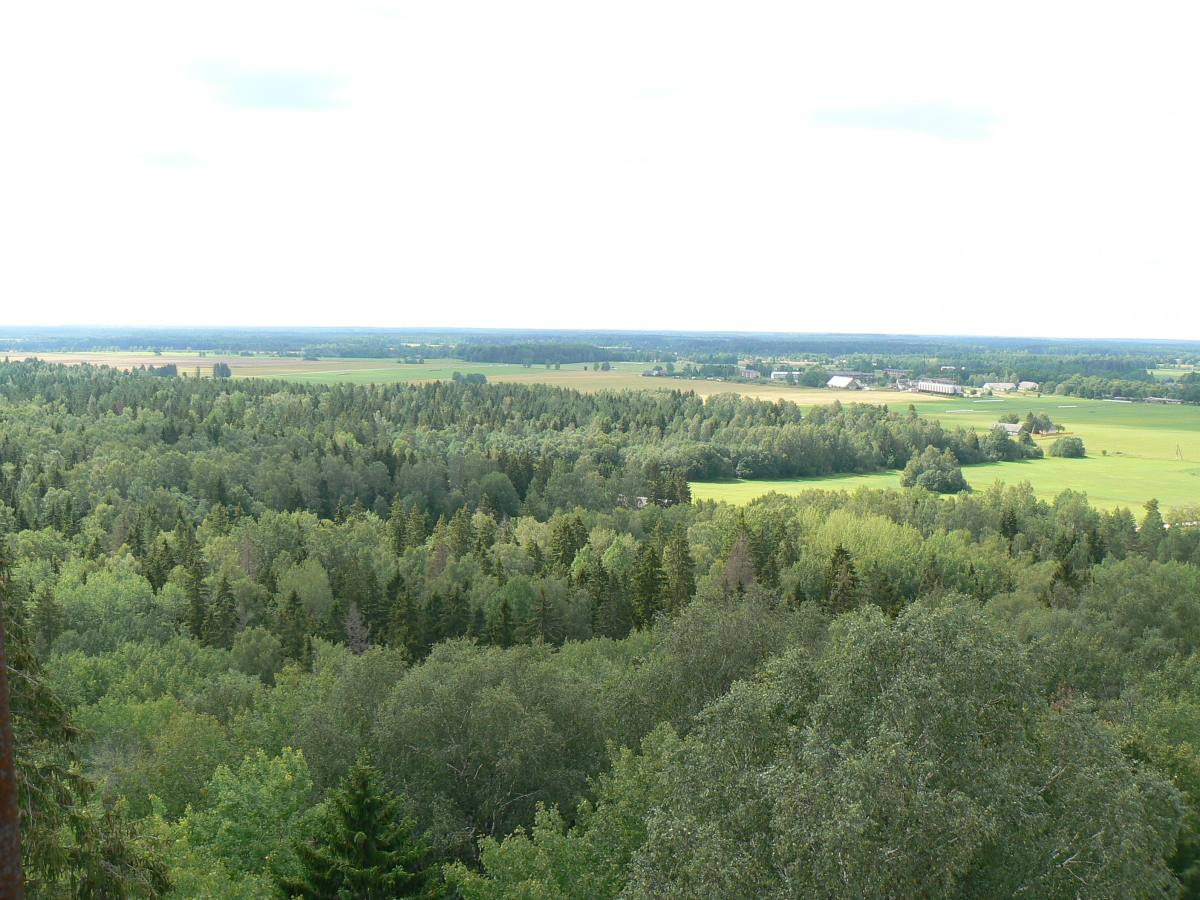
Pohled z Ebavere mägi

Pandiverská vysočina nemá charakter pohoří, nýbrž ploché až lehce zvlněné vyvýšeniny, v níž je jen málo výrazných terénních forem. Její úpatí má nadmořskou výšku kolem 80 m, povlovné svahy pak stoupají do výšky kolem 100 m, kde přecházejí v centrální planinu o rozloze 1100 km², jejíž základní výška nepřekračuje 130 m nad mořem. Z ní se místy zdvíhají jednotlivé morénové útvary až o několik desítek metrů nad okolní krajinu. 
Severní část vysočiny je morfologicky jednotvárnější. Útvary vystupující nad planinu jsou tu nižší a méně četné; jde především o několik eskerů, táhnoucích se od severozápadu k jihovýchodu a dosahujících délky až 30 km (nejznámějším z nich je Neerutsko-porkunský hřbet). Směrem k jihu se ledovcové členění krajiny zvyšuje, a tam se také nacházejí nejvyšší vrcholy celé vysočiny — Ebavere mägi, Kellavere mägi a Emumägi, která dosahuje absolutní výše 166 m a relativní vůči okolním prohlubním téměř 90 m. Na okrajích vysočiny se pak nachází množství ledovcových kamů.
Morfologický charakter Pandiverské vysočiny vyplývá z jejího vzniku a vývoje. Vysočina se v této oblasti vytvořila již před poslední dobou ledovou a byla pak ledovcem jen dotvořena. Jejím základem jsou částečně erodované prvohorní vápence, pokryté povětšinou jen tenkou morénovou vrstvou (2–5 m).

## Vodní režim a vodstva
Tenká povrchová vrstva a propustné podloží způsobují okamžité vsakování srážkové vody. Centrální oblast vysočiny má proto jen velmi málo vodních toků a močálů (jen 2 % plochy, zatímco celoestonský průměr je 22 %). Voda infiltrovaná do podloží však vystupuje na svazích vysočiny v podobě početných pramenů a činí Pandiverskou oblast nejvýznamnějším říčním prameništěm Estonska (pramení zde Jägala, Pernava, Põltsamaa, Pedja, Onga, Kunda a řada dalších). Rovněž zvýšený výskyt močálů pod úpatími vysočiny (Endelské bažiny, Kõrvemaaské močály a jiné) je způsoben tímto bočním únikem vsáknuté srážkové vody.
Infiltrace srážkové vody do vápencového podloží vedla na některých místech ke vzniku krasových útvarů (např. Savaldumský kras) a dočasných jezer (např. Võhmetsko-lemkülská jezera, Assamallský luh či Heinjärv). Celkově je však zkrasování je méně výrazné než v krasových oblastech Severoestonské plošiny.
Vlivem větší nadmořské výšky i zvláštního charakteru vodstev se Pandiverská vysočina od okolí odlišuje i celkově chladnějším klimatem. Sněhová pokrývka je zde silnější a trvá déle.

## Rostlinstvo

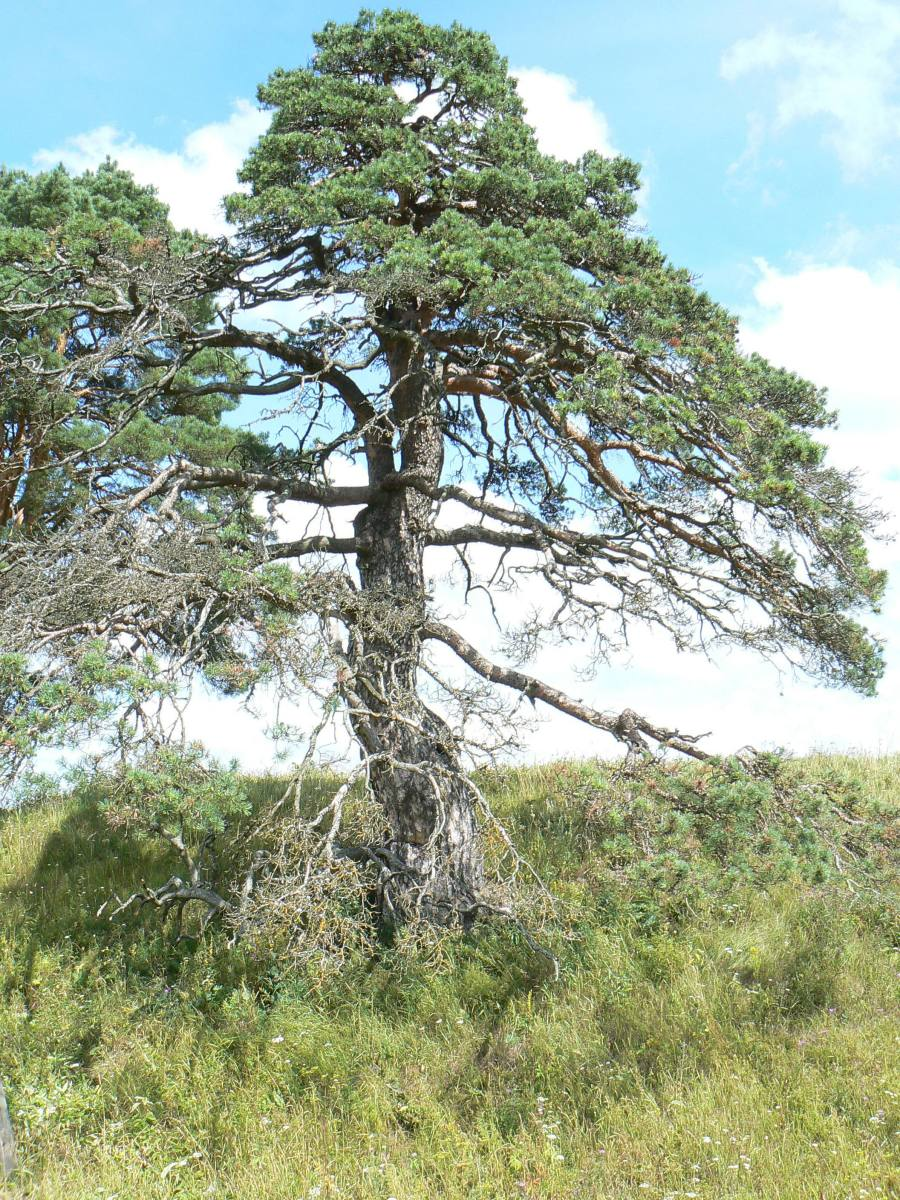
Prastará borovice v Porkuni

Půdy vzniklé na vápenatých morénách patří k velmi úrodným. Spolu se Středoestonskou rovinou má Pandiverská vysočina nejlepší zemědělskou půdu v Estonsku. Podobně jako u krajinných tvarů, i zde se ovšem projevuje rozdíl mezi severní a jižní částí vysočiny; směrem na jih přibývá v půdě písku a jílu. Tyto méně úrodné půdy na jihu proto často zůstaly zalesněny, zatímco severní část vysočiny byla od pradávna zemědělsky naplno využívána. Jílovité půdy jsou rovněž méně propustné pro srážkovou vodu, a proto směrem na jih přibývá i močálů a slatí (například Peetelská slať na úpatí Emumäe).
Původní rostlinstvo Pandiverské vysočiny je suchomilné a vápnomilné. Typickým zástupcem dřevin je dub letní, bylin prvosenka jarní. Většina původních doubrav však ustoupila polím a upomínají na ně jen místní jména odvozená z estonského tamm ("dub"), jako Tammiku, Tamme, Tammevälja, Tamsalu aj.

## Dějiny
Ve srovnání s pobřežními oblastmi Estonska byla Pandiverská vysočina nastálo osídlena poměrně pozdě. Až do doby bronzové byla pravděpodobně lidmi využívána jen jako loviště. Teprve ze starší doby železné (počátek 1. tisíciletí) zde máme doloženo stálé osídlení. Do této doby jsou datovány například mohylové hroby v lokalitách Rohu, Triigi, Laekvere a Äntu. Z mladší doby železné (9. až 12. století) pochází několik hradišť. Nejrozsáhlejší je hradiště na Punamägi poblíž Äntu, pravděpodobně totožné s hradem Agelinde, zmiňovaným v Livonské kronice. Rovněž podle Livonské kroniky byly již ve 13. století přinejmenším v některých oblastech vysočiny velké vesnice (zmiňovány jsou Tõrma, Avispea, Kareda) a rozlehlá pole. Těch pak v následujících staletích přibývalo, až během 19. století dosáhl poměr zemědělské a lesní půdy přibližně dnešního stavu.

## Současné využívání a ochrana
Pandiverská vysočina dodnes patří k významným zemědělským oblastem, od 80. let 20. století je však intenzivní zemědělské využívání omezováno kvůli jeho neblahému vlivu na kvalitu spodních vod a pramenišť. Roku 1988 bylo v centrální části vysočiny vyhlášeno vodohospodářské ochranné pásmo (Pandivere veekaitseala) o rozloze 3508,75 km², v němž je značně omezena živočišná výroba a používání umělých hnojiv a čistírenských kalů. Naopak ovšem přibývá zemědělských podniků orientovaných na ekologickou zemědělskou výrobu.
V posledních desetiletích roste význam vysočiny jako rekreační oblasti, zejména pro ekologickou turistiku. Krajinně a ekologicky nejcennější oblasti jsou začleněny do soustavy chráněných území (chráněné krajinné oblasti Emumäe, Neeruti, Porkuni, Äntu, přírodní rezervace Varangu, několik oblastí klidu a řada chráněných jednotlivých přírodních objektů).
Poblíž městečka Väike-Maarja se v nadmořské výšce 123 m nachází nejvýše položená meteorologická stanice v Estonsku, vykazující rovněž ze všech estonských meteorologických stanic nejnižší průměrné teploty.